# Етьєн Тюрке
Етьє́н Тюрке́ (фр. Étienne Turquet, бл. 1495, Кераско або К'єрі ? (Італія) — бл. 1560, Ліон) — французький купець, що став ініціатором виробництва у Ліоні шовкових тканин.

## Біографія
Відомо, що Тюрке був п'ємонтського походження. Свою діяльність у Ліоні Тюрке почав з продажу пряннощів та оксамиту. 1536 року він почав засновувати майстерні для виробництва шовку в Ліоні, оскільки до цього шовк був виключно імпортованим і коштував великі гроші через значний попит на цю тканину в аристократичних колах. Тюрке одержав дозвіл французького короля на заснування мануфактури з виробництва шовку, тож міська влада Ліону не чинила Тюрке перепонів. З Генуї він запросив до Ліону майстрів, які мали навчити місцевих працівників технології виробництва шовкових тканин. Тюрке одним з перших зрозумів переваги поділу праці та дешевої робочої сили, розбивши технологічний процес на окремі операції, які швидко могли опанувати некваліфіковані жінки й діти, які перебували під опікою міської благодійної установи «l'Aumônerie générale de Lyon», де Тюрке був адміністратором.

## Джерело
- Patrice Béghain, Bruno Benoit, Gérard Corneloup, Bruno Thévenon, Dictionnaire historique de Lyon, Stéphane Bachès, 2009, Lyon, p. 1333, ISBN 2-915266-65-8